# دهستان میاندشت (کاشان)
دهستان میاندشت نام دهستانی در بخش مرکزی شهرستان کاشان، استان اصفهان در ایران است. براساس سرشماری مرکز آمار ایران در سال ۱۳۸۵، جمعیت آن ۷۳۷۲ نفر (۱۹۶۵ خانوار) بوده‌است.